# Srebrenka Golić
Srebrenka Golić (cyr. Сребренка Голић, ur. 28 lipca 1958 w Banja Luce) – bośniacka polityk i prawnik, od 2010 minister, od 2015 wicepremier, od 19 listopada do 18 grudnia 2018 pełniąca obowiązki premiera Republiki Serbskiej.

## Życiorys
Ukończyła liceum i studia prawnicze w Banja Luce. Pracowała jako prawnik w przedsiębiorstwach i administracji lokalnej, a także jako szef gabinetu doradcy premiera i dyrektor dziennika urzędowego Republiki Serbskiej. Zaangażowała się w działalność w ramach Przymierza Niezależnych Socjaldemokratów, objęła funkcję sekretarza przy głównym zarządzie partii. W 2010 nominowana na stanowisko ministra planowania, budownictwa i ekologii w rządzie Aleksandara Džombicia, utrzymała ją w kolejnych dwóch gabinetach Željki Cvijanović. 3 lutego 2015 została dodatkowo wicepremierem. Po tym, jak Cvijanović objęła fotel prezydenta, Golić tymczasowo kierowała rządem Republiki Serbskiej od listopada do grudnia 2018.
Ma jedno dziecko. Jest narodowości bośniackiej.